# Avenionia parvula
Avenionia parvula е вид коремоного от семейство Hydrobiidae. Видът е почти застрашен от изчезване.

## Разпространение
Разпространен е в Италия.

## Описание
Популацията на вида е стабилна.